# Cotoneaster aitchisonii
Cotoneaster aitchisonii är en rosväxtart som beskrevs av C. K. Schneider. Cotoneaster aitchisonii ingår i släktet oxbär, och familjen rosväxter. Inga underarter finns listade i Catalogue of Life.